# Бургу (Арока)
Бургу (порт. Burgo) — район (фрегезия) в Португалии, входит в округ Авейру. Является составной частью муниципалитета Арока. Находится в составе крупной городской агломерации Большой Порту. По старому административному делению входил в провинцию Дору-Литорал. Входит в экономико-статистический субрегион Энтре-Доуру-и-Воуга, который входит в Северный регион. Население составляет 2067 человек. Занимает площадь 5,38 км².
Покровителем района считается Иисус Христос (порт. São Salvador).